# Muhammad Schaibani

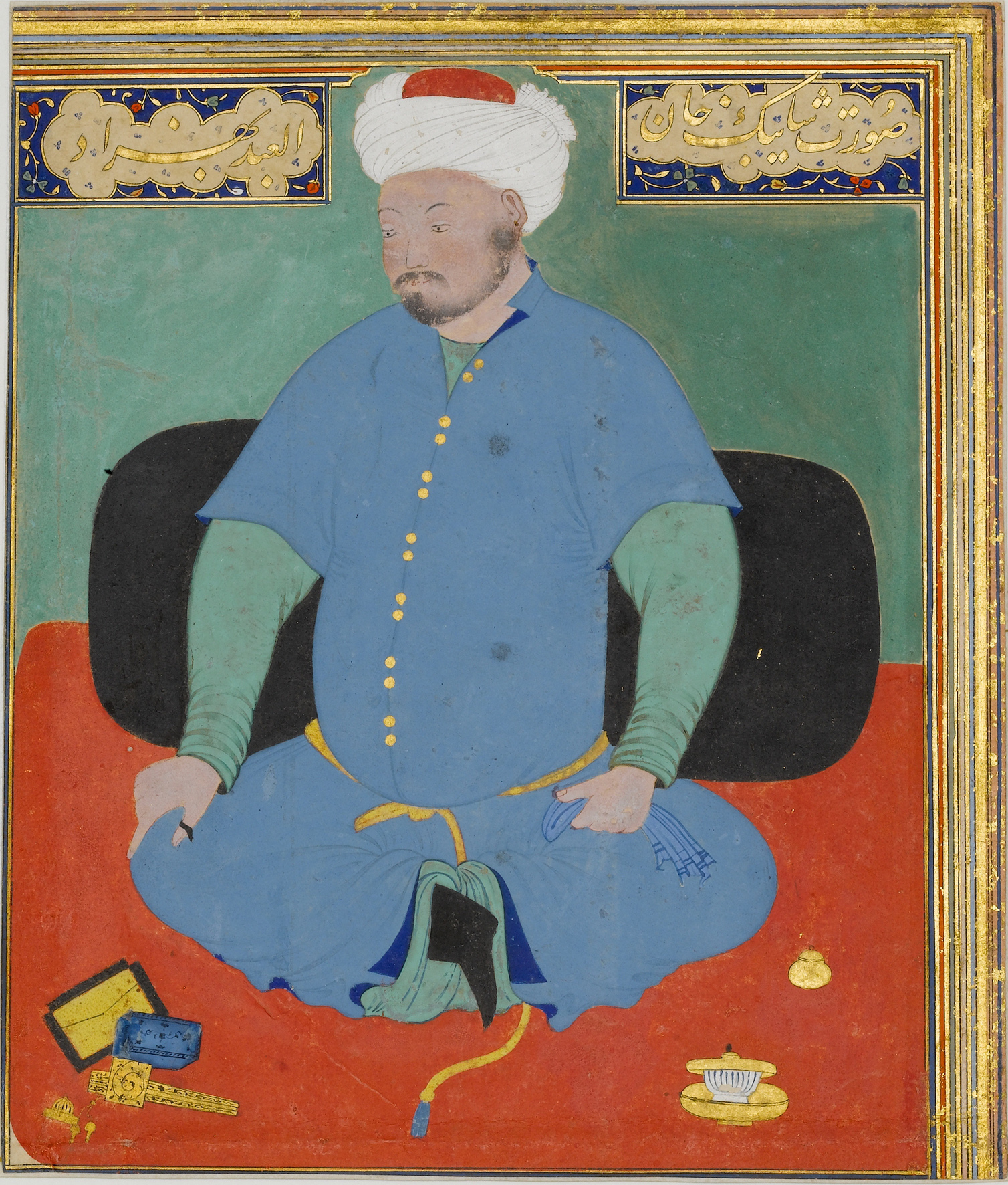
Porträt von Muhammad Schaibani, Kamāl ud-Dīn Behzād um 1507

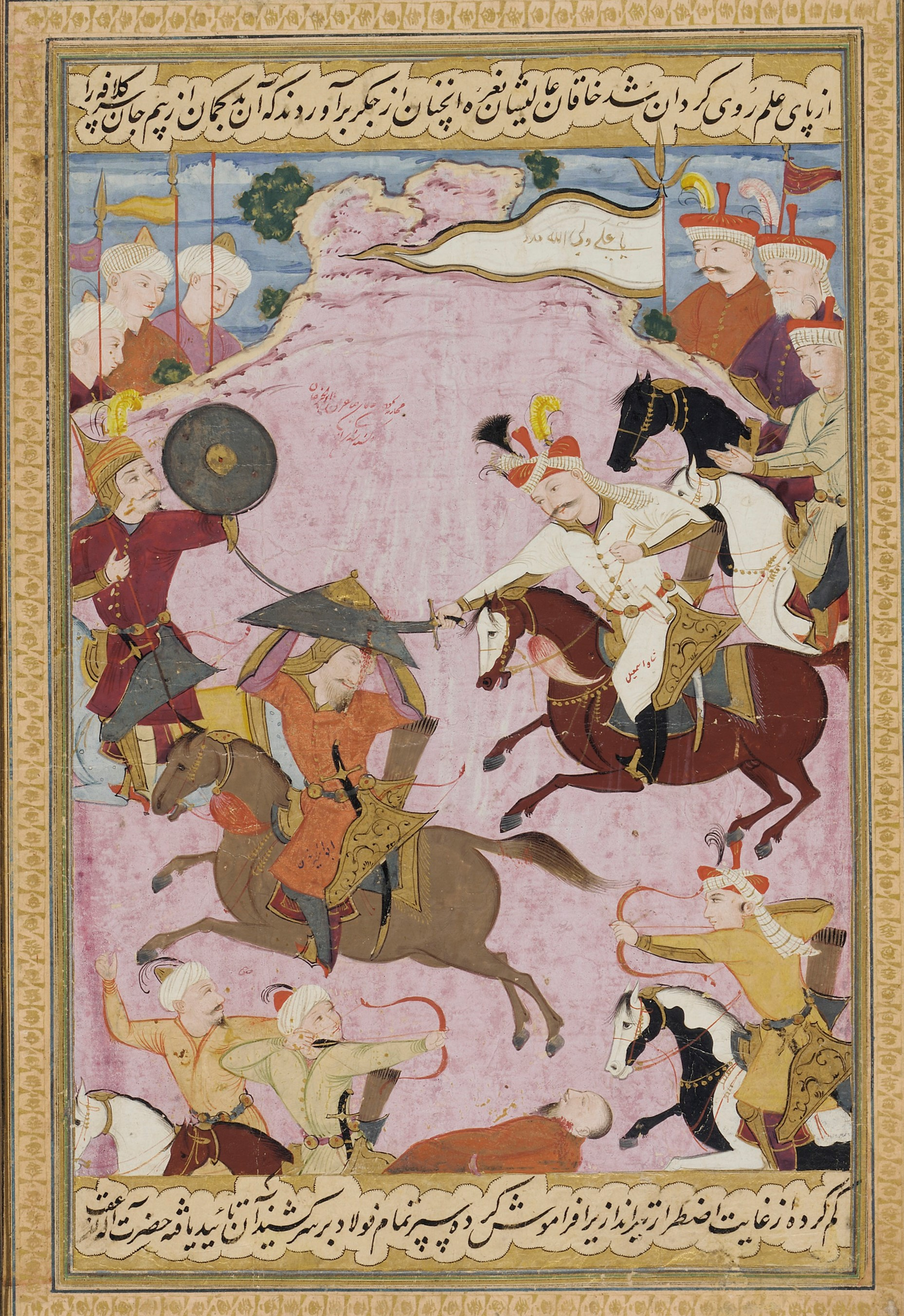
Die Schlacht zwischen Schah Ismail und Schaibani Khan, 1510. Bild aus Isfahan, von 1688

Abu'l-Fath Muhammad Schaibani (tschagataisch und persisch محمد شیبانی, usbekisch Муҳаммад Шайбоний Muhammad Shayboniy, * 1451; † 29. November oder 1. Dezember 1510) war ein zentralasiatischer Herrscher.
Er gilt als Wiederbegründer des Usbeken-Khanats und als der Ahnherr der Schaibaniden-Dynastie. Er regierte von 1500 bis 1510 über weite Teile Zentralasiens.

## Namen
Bei Shaibani handelt es sich um einen selbstgegebenen Dichternamen, der sich auf seinen mongolischen Vorfahren bezieht, den Dschingis Khan Enkel Schaibani.
Andere Namen, mit denen er bezeichnet wurde, waren Schahbakht, Schahibek oder Schaybaq.

## Leben und Wirken
Nach dem Tod seines Vaters Budaq im Jahre 1459/60 wuchs Schaibani bei seinem Großvater Abu'l-Chair Khan (* um 1412, † 1468) auf. Dieser hatte eine Konförderation aus 24 Usbekenstämmen zwischen Ural, Irtysch und Syrdarja um 1430 gebildet. Schaibani und sein Bruder Mahmud Bahadur wurden von den Atabegs Uyghur Bay und Karatschin Beg erzogen.
Abu'l-Chair wurde jedoch 1468 von abtrünnig gewordenen Kasachen getötet und die Stammeskonförderation zerbrach. Muhammad Schaibani ging zunächst in das Khanat Astrachan, später hielt er sich in der Gegend um die Stadt Sighnak auf.
Später suchte Schaibani als junger Mann Zuflucht in Buchara, wo er unter dem Schutz des Arghun-Amirs Sultan Ali Tarkhan stand und vermutlich im Gegenzug Militärdienst leistete.
Später ging er wieder zurück in die Gegend um Sighnak und stand im Dienste verschiedener Heerführer. Die Gegend um Sighnak war zu dieser Zeit ein Zankapfel zwischen den Kasachischen Stämmen, den Timuriden in Samarqand und Buchara sowie den Tschagataiern in Taschkent (Mahmud b. Yunus und Ahmad ben Yunus).
Im Dieneste des Timuriden-Eirs Ahmad Mirza (reg. 1469–1494 in Samarqand) beteiligte er sich an einer Belagerung Taschkents 1488, bei der er zum Tschagatai-Khans Mahmud b. Yunus (reg. 1487–1503, hingerichtet 1508) überwechselte und von diesem zum Statthalter der Stadt Arkuk gemacht wurde.
Im letzten Jahrzehnt des 15. Jahrhunderts sammelte er die verstreuten usbekischen Stämme und eroberte 1500 Buchara und Samarkand von den Timuriden und errichtete das Usbeken-Khanat neu. Zwar holte sich Babur Samarkand in einem Handstreich zurück, konnte es aber nicht halten (1500–01). Im Juli 1501 schlossen Babur und Schaibani Khan Frieden.
1505–1506 belagerte er Chiwa und eroberte es nach einer zehnmonatigen Belagerung.
Nach dem Tod des Timuridenherrschers Husain Baiqaras (1506) besetzte er 1507 Herat.
Muhammad Schaibani forderte den schiitischen Perserschah Ismael I. (Safawiden) auf, die Unterdrückung der Sunniten zu beenden, was zum Krieg mit Persien führte.
Zu seinem Pech vereinigten sich die feindlichen Kasachen unter Qasim Khan (reg. 1509–1518) erneut in den Nordsteppen und rieben die Nordarmee seines Sohnes Muhammad Temür auf. Er selbst befand sich unterdessen im Feldzug gegen den Schah und wartete auf die Verstärkungen, die von seinem Sohn und seinem Neffen Ubaydallah angeführt wurden und letztlich zu spät eintrafen. Muhammad Schaibani fiel bei Merw 1510 an der Spitze seine Truppen in der Schlacht gegen die Perser Ismaels I. Aus seinem Schädel wurde eine Trinkschale gemacht, und seine Kopfhaut angeblich an den Osmanensultan gesandt. Schaibani wurde im Garten der von ihm gegründeten Medrese in Samarqand bestattet.
Die verbliebene Usbekenarmee konnte aber in den folgenden Jahren Buchara und Samarkand gegen den Angriff des Timuriden Babur und der mit ihm verbündeten Perser behaupten. Ihr neuer Oberherr wurde Muhammad Schaibanis Onkel Kütschküntschi (1510/1530, in Samarkand), als bedeutendster Fürst kristallisierte sich sein Neffe Ubaydallah heraus (1510/1539 in Buchara, ab 1533 Oberherrscher).

## Innenpolitik
Schaibani bemühte sich, die fragile Konförderation zusammen zu halten und ihr Gebiet gegen die benachbarten Feinde zu verteidigen. Die Timuridischen Eliten von Samarqand wurden großteils enteignet und ihre Ländereien an Mitglieder des Schaibani-Clans als Apanage vergeben. Bei der Eroberung von Herat beließ er aber die timuridische Verwaltung in ihren Ämtern.

## Religionspolitik
Schaibani sah sich selbst als muslimischer Herrscher. An seinem Hof wurden theologische Debatten geführt und viele Geistliche der hanafitischen Rechtsschule hielten sich an seinem Hof auf.
Ab dem Jahr 1507 bezeichnete er sich auf seinen Münzen und in der Hutba als Kalif und Imam. In den Werken seiner Historiographen wurde er zum Verteidiger der Sunna gegen Schiiten und Paganisten (so wurden die Kasachen bezeichnet) stilisiert.
Der Sufi-Bruderschaft der Kubrawiyya stand er nah und schrieb ein Chronogramm auf den Todestag des Begründers Nadschm ad-Dīn al-Kubrā. Verschiedene Scheichs werden als Lehrer Schaibanis überliefert.
Auch die Yasawiya-Bruderschaft unterstützte Schaibani durch Lehrer und Prophezeiungen von seiner Weltherrschaft.
Im Gegenzug besuchte Schaibani auf seinen Feldzügen wichtige Sufi-Schreine.
Über eine besondere Beziehung zur Naqschbandīya gibt es widersprüchliche Quellen. Während einige Quellen von guten Beziehungen zu verschiedenen Sufi-Scheichs berichten, spricht ein Ereignis eine andere Sprache. Nach der Eroberung von Samarqand erlaubte Schaibani dem lokalen Sufi-Führer Muhammaed Yahya, der gute Verbindungen zu Schaibanis Gegnern gehabt haben soll, den Aufbruch zur Hadsch, nur um ihn nach wenigen Kilometern in einen Hinterhalt zu locken und ermorden zu lassen.

## Kunst & Kultur
Obwohl Schaibani im Baburname von seinem Gegner als ungebildet beschrieben wird, hatte er wohl eine verhältnismäßig gute Bildung, denn er schrieb selbst Gedichte und Glaubensunterweisungen.
Muhammad Schaibani gilt als Förder von Kunst und Wissenschaft. Viele Intellektuelle, die vor den schiitischen Safawiden nach Zentralasien flohen, fanden an seinem Hof Aufnahme.
Schaibani schrieb selber Gedichte in Tschagataischer Sprache. Eine Abschrift seines Diwan befindet sich in der Bibliothek des Topkapı-Palast.
Seine Qasīda Bahrü’l-Hüdâ („Meer der Rechtleitung“) ist ein Lobgedicht auf Gott und den Propheten Muhammad. Eine Abschrift befindet sich heute im British Museum.
Ebenfalls im British Museum befindet sich eine Abschrift des an seinen Sohn Muhammad Timur gerichteten Werks Risâle-i Maârif.
Zu den wichtigsten Architekturprojekten in seiner Herrschaftszeit ehören eine Medrese in Samarqand, eine Brücke über den Serafschan, ein Palast in Khan-i Gil (heute Vorort von Samarqand) und ein Palast in Qarshi.

## Famile & Nachkommen
Schaibani war dreimal verheiratet. Mihr Nigar Hanım war eine Tochter von Yunus Khan (und damit eine Tante Baburs).
Im Jahr 1501 hat Muhammad Schaibani Khan Baburs Schwester Khanzada Begim geheiratet.
Seine dritte Frau war die Tochter von Muhammad Mazid Tarchan einem Emir aus Otrar.
Es sind mehrere Söhne überliefert, Muhammad Temür, Hürrem Schah, sowie Sujuntsch Muhammad.

## Historiographische Werke über Schaibani
Schon zu Lebzeiten wurden mehrere Werke über Muhammad Schaibani geschrieben. Die Dichter Muhammad Salih und Binā'ī, welche am Hofe Muhammad Schaibanis lebten, schrieben je ein Šībānīnāma.
Das Werk Tawāriḫ-i guzīda nuṣratnāma wurde von Schaibani beauftragt.
Ebenfalls schon zu Lebzeiten erschien das Werk Mihman-nama-yi Buhara von Fadlallah b. Ruzbihan Hungi.
Weitere zeitgenössische Quellen sind das Fatḥ-nāma von Mullā S̲h̲ādī sowie das Zubdat al-āt̲h̲ār eines ʿAbd Allāh b. Muḥammad b. ʿAlī Naṣrallāhī Balk̲h̲ī welches ca. 1525 geschrieben wurde.
Auch das Moasakhkher-e belad(1604/1605) von Mohammad Yar Qataghan beschreibt den Aufstieg der Schaibaniden. Die Schlacht bei Marw wird ausführlich geschildert.
Während er in obigen Werken meist positiv beschrieben wird, wird er im Baburname seines Gegner Babur mit negativen Eigentschaften als ungebildeter Barbar diffamiert. Auch in Quellen aus dem safawidischen Iran wie z. B. K̲h̲wāndamīrs Ḥabīb al-siyar wird Schaibani nicht besonders positiv beschrieben.

## Heutige Rezeption in Usbekistan
Laut dem usbekischen Autor Xurshid Davron wird Muhammad Schaibani in der Forschung und der offiziellen Geschichtsschreibung Usbekistans nur stiefmütterlich behandelt und ist hauptsächlich dafür bekannt, die Timuridenherrschaft in Zentralasien beseitigt zu haben.